# Бампер (книжный автобус)
Детский книжный автобус «Бампер» — проект в сфере социального предпринимательства, книжный магазин и книжный клуб на колёсах. Цель проекта — сделать современную детскую литературу доступной для всех, в том числе для жителей отдалённых от крупных центров поселений.

## История
Проект возник на базе Центра психологической помощи для подростков «Перекрёсток» в Москве. Руководитель центра Анна Тихомирова решила открыть книжный магазин, но денег хватило только на покупку автобуса. Ребята из центра помогли украсить автобус цветными рисунками, внутри была создана атмосфера читального зала. Закупить оборудование помог Фонд Михаила Прохорова.
В 2011 году вместе с «Опорой России» автобус посетил Краснодарский край в рамках благотворительного тура. Вскоре он завоевал первое место на конкурсе «Бизнес-Успех» в номинации «Социально-ответственный предприниматель» и стал финалистом конкурса творческого предпринимательства «Creative Business Cup».
В 2013 году эксперты проекты стали участниками жюри литературного конкурса «Baby-НОС» — детской версии премии «НОС».
В 2014 году проект обзавёлся двумя новыми автобусами (старый постоянно ломался). В том же году проект номинировали, как продвигающий детское чтение, на детскую премию Astrid Lindgren Memorial Award-2015. Он вошёл в четверку номинантов от России (всего было зарегистрировано 197 номинантов из 61 страны, в том числе среди номинантов оказались Урсула Ле Гуин, Ульф Старк, Патрик Несс). К этому времени автобус побывал уже в 60 городах России и проехал более 80 тысяч километров.
В 2015 году книжный автобус стал победителем первого конкурса проектов социального предпринимательства Goodstarter, организованный компанией Lipton. За победу в конкурсе проекту вручили 300 тысяч рублей.

## Деятельность
Книжный автобус работает и как интерактивный и благотворительный центр, и как магазин. Вырученные деньги идут на реализацию социальных программ, направленных на развитие детского чтения. Также часть денег уходит на зарплаты, бензин и ремонт автобуса.
Книги авторы проекта закупают у разных издательств. В основном работают с небольшими издательствами (до 80 процентов всех книг). По словам Анны Тихомировой, в автобусе собрана особая литература, достойная читающей аудитории.

Если бы наша основная цель была продать как можно больше книг, то на полках мелькали бы совсем другие корешки.— основатель проекта Анна Тихомирова
.
В автобусе есть специальная коробка, куда любой желающий может положить купленную книгу, которая потом, по принципу подвешенного кофе, передается детям из детских домов. Каждая такая передача сопровождается подробным рассказом о книге, с целью расширения литературного кругозора детей. За две недели проект собирает целую стопку таких книг, которые потом поступают в детдома.

## Критика
Отношение к проекту разное. По словам самих создателей проекта, их часто обвиняют в том, что они пытаются сделать себе рекламу за счет благотворительной деятельности и тем самым заработать ещё больше денег.
Свой проект авторы называют уникальным, потому что он сочетает в себе элементы книжного магазина и социального проекта: в мире есть и другие автобусы с книгами, но это либо магазины, либо библиотеки.